# تيرينس أوبراين (دبلوماسي)
تيرينس أوبراين (بالإنجليزية: Terence O'Brien)‏ هو دبلوماسي نيوزيلندي، ولد في 6 يناير 1936 في أيلزبري في المملكة المتحدة.